# Бурый рыбный филин
Бурый рыбный филин (лат. Ketupa zeylonensis) — хищная птица из семейства совиных, вид рыбных филинов.

## Внешний вид
Довольно крупные совы, внешне похожие на виргинских филинов. Длина тела взрослой птицы — 48—57 см, вес — 1,1—2,5 кг, длина крыла 51—58 см, хвоста 21 см. Окраска на спине рыжевато-бурая, с чёрными или тёмно-коричневыми полосами, кроющие перья крыла окрашены в бурый и бледно-жёлтый цвета, брюхо светлое с бурыми поперечными полосами, перья головы и затылка, а также ушные пучки — с продольными тёмно-бурыми полосками, горло белое. Лицевой диск, помогающий совам определять направление звука, нечёткий, так как рыбные филины при охоте полагаются скорее на зрение, чем на слух. Радужина глаз золотисто-жёлтая, клюв от бледно-жёлтого до тёмно-зелёного, когти грязно-жёлтые. Лапы неоперённые, пальцы покрыты шипиками для удобства ловли скользкой добычи. Края крыльев устроены не так, как у большинства других сов, поэтому филин не может летать бесшумно. Да ему это и не надо, ведь рыба под водой не может его услышать, а она является его основной пищей. Самцы и самки не имеют внешних различий.

## Образ жизни
Охотится бурый рыбный филин в сумерках или днём, но при облачной погоде. Питается главным образом рыбой и водными беспозвоночными (раки, крабы), а также мелкими позвоночными — птицами, грызунами, змеями, лягушками, ящерицами, и крупными жуками. Иногда может съесть утку, цаплю или летучую мышь. Добычу филин обычно подстерегает, усевшись на горизонтально простертую над водой ветку или на нависающую над потоком скалу. Время от времени ловит рыбу в полёте над водой или расхаживая по мелководью. Иногда ест падаль. Если рядом есть человеческое жилье, то филин может охотится на кур или даже на кошек. Любит купаться. Днём спит на дереве с густой листвой или на скалистом утёсе. Когда филин кричит, его белое горло заметно раздувается.

## Размножение
Гнездится с ноября по март, в сухой сезон после разлива рек, когда рыбу в реке становится проще поймать из-за низкого уровня воды. Пик гнездования приходится на февраль. Гнёзда устраивает в старых гнёздах птиц из валежника в развилках деревьев, в горных пещерках, в расселинах в скалах, в норах на земле, в заброшенных хозяйственных постройках или пустующих домах, или в естественных нишах по берегам рек. Гнёзда располагаются на высоте от 4 до 21 м над землёй и близко к воде. Филины застилают их перьями, травой и сухими листьями. Самка откладывает 1—2 кремовато-белых гладких овальных яйца, размером 4,7 х 6 см. Высиживание продолжается 34—38 дней. В возрасте 7 недель происходит оперение.

## Распространение
Обитает в Палестине, на юго-западе Малой Азии, в Иране, Пакистане, Индии, включая Шри-Ланку, в Индокитае и Южном Китае. Живёт в мелких равнинных лесах около водоёмов, чаще всего медленных пресноводных рек, иногда в мангровых зарослях и на сельскохозяйственных плантациях. Встречаются как в низменностях, так и на высоте до 1500 м.

## Угроза существованию
Недавно ареал бурого рыбного филина делили на две части. Ближневосточное население занимало небольшую территорию от юга Турции до Сирии, Израиля и Ирака. В Израиле в 1950-х для сокращения популяции грызунов широко использовали яд сульфат талия, что не могло не повлиять на филинов, поедающих этих грызунов. Полагают, что бурый рыбный филин исчез также и в Ираке. Он всё более и более редок в Сирии и Турции. Последнее подтверждённое обнаружение филина в Турции произошло в 1990.
Большая часть популяции бурых рыбных филинов населяла территорию от юго-востока Ирана и Пакистана до Китая. Сейчас их нет в Иране, а в Пакистане они очень редки. Количество бурых рыбных филинов остаётся в нормальных пределах только в Шри-Ланке, где он не считается вымирающим видом.

## Подвиды
Международный союз орнитологов выделяет четыре подвида:
- Ketupa zeylonensis leschenault (Temminck, 1820) — Индия, Мьянма (кроме северо-востока), Таиланд
- Ketupa zeylonensis orientalis Delacour, 1926 — северо-восток Мьянмы, Вьетнам и Юго-восточный Китай
- Ketupa zeylonensis semenowi Zarudny, 1905 — Юго-западная Малая Азия, Ирак, Иран и Пакистан
- Ketupa zeylonensis zeylonensis (Gmelin, 1788) — Шри-Ланка